# Округ Чероки (Алабама)
Округ Чероки (енгл. Cherokee County) је округ у америчкој савезној држави Алабама. По попису из 2010. године број становника је 25.989. Седиште округа је град Сентер.

## Демографија
Према попису становништва из 2010. у округу је живело 25.989 становника, што је 2.001 (8,3%) становника више него 2000. године.
| Група             | 2000.          | 2010.          |
| Белци             | 22.164 (92,4%) | 23.929 (92,1%) |
| Афроамериканци    | 1.330 (5,5%)   | 1.208 (4,6%)   |
| Азијати           | 34 (0,1%)      | 54 (0,2%)      |
| Хиспаноамериканци | 204 (0,9%)     | 320 (1,2%)     |
| Укупно            | 23.988         | 25.989         |